# David L. Lawrence

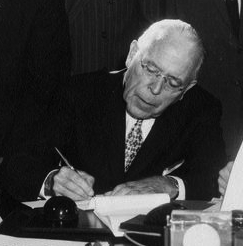
David L. Lawrence na Casa Branca em novembro de 1961 nos Estados Unidos

David Leo Lawrence (18 de junho de 1889 - 21 de novembro de 1966) foi um político americano que serviu como o 37º governador da Pensilvânia de 1959 a 1963. O primeiro católico eleito como governador, Lawrence é o único prefeito de Pittsburgh a também ter sido eleito como governador da Pensilvânia. Ele serviu quatro mandatos como prefeito, de 1946 a 1959.